# FIFA Confederations Cup 1997
La FIFA Confederations Cup 1997 (in arabo: كأس القارات FIFA 1997, kas alqaraat FIFA 1997) fu la terza edizione del torneo. Si svolse dal 12 al 21 dicembre 1997 a Riad (Arabia Saudita) e vide la vittoria del Brasile.
Fu anche la prima edizione ad essere ufficialmente organizzata dalla FIFA.

## Squadre partecipanti
| Pr. | Squadra             | Data di qualificazione certa | Confederazione | Partecipante in quanto                                      | Partecipazioni precedenti al torneo |
| --- | ------------------- | ---------------------------- | -------------- | ----------------------------------------------------------- | ----------------------------------- |
| 1   | Brasile             | 17 luglio 1994               | CONMEBOL       | Vincitrice del Campionato mondiale di calcio 1994           | -                                   |
| 2   | Uruguay             | 23 luglio 1995               | CONMEBOL       | Vincitrice della Copa América 1995                          | -                                   |
| 3   | Messico             | 21 gennaio 1996              | CONCACAF       | Vincitrice della CONCACAF Gold Cup 1996                     | 1 (1995)                            |
| 4   | Sudafrica           | 3 febbraio 1996              | CAF            | Vincitrice della Coppa delle nazioni africane 1996          | -                                   |
| 5   | Rep. Ceca           | 30 giugno 1996               | UEFA           | Finalista del Campionato europeo di calcio 1996             | -                                   |
| 6   | Australia           | 1º novembre 1996             | OFC            | Vincitrice della Coppa delle nazioni oceaniane 1996         | -                                   |
| 7   | Arabia Saudita      | 21 dicembre 1996             | AFC            | Nazione organizzatrice e vincitrice della Coppa d'Asia 1996 | 2 (1992, 1995)                      |
| 8   | Emirati Arabi Uniti | 21 dicembre 1996             | AFC            | Finalista della Coppa d'Asia 1996                           | -                                   |

Nota bene: nella sezione "partecipazioni precedenti al torneo", le date in grassetto indicano che la nazione ha vinto quella edizione del torneo, mentre le date in corsivo indicano la nazione ospitante.

## Stadio
| RiyadhFIFA Confederations Cup 1997 (Arabia Saudita) |
| Riyadh                                              |
| King Fahd International Stadium                     |
| Capacità: 67 000                                    |

## Formula
Le otto squadre vennero divise in due gironi all'italiana di quattro squadre ciascuno. Le prime due classificate si sarebbero qualificate per la fase ad eliminazione diretta.

## Risultati

### Fase a gruppi

#### Girone A

##### Classifica
| Pos. | Squadra        | Pt | G | V | N | P | GF | GS | DR |
| ---- | -------------- | -- | - | - | - | - | -- | -- | -- |
| 1.   | Brasile        | 7  | 3 | 2 | 1 | 0 | 6  | 2  | +4 |
| 2.   | Australia      | 4  | 3 | 1 | 1 | 1 | 3  | 2  | +1 |
| 3.   | Messico        | 3  | 3 | 1 | 0 | 2 | 8  | 6  | +2 |
| 4.   | Arabia Saudita | 3  | 3 | 1 | 0 | 2 | 1  | 8  | -7 |

##### Risultati
| Arbitro: | Levnikov |

|  |           |                                    |
|  | Marcatori | 65’ César Sampaio 73’, 80’ Romário |

| Arbitro: | Un-prasert |

|                      |           |                                |
| Hernández 80’ (rig.) | Marcatori | 45’ Viduka 59’ Aloisi 90’ Mori |

| Arbitro: | McLeod |

|  |           |                                            |
|  | Marcatori | 20’, 62’ Palencia 68’, 76’ Blanco 75’ Luna |

| Riyad 14 dicembre 1997, ore 20:00 UTC+3 | Australia   | 0 – 0 referto | Brasile | King Fahd International Stadium (15.000 spett.)\| Arbitro: \| Bouchardeau \| |
| Arbitro:                                | Bouchardeau |               |         |                                                                              |

| Arbitro: | Castrilli |

|                 |           |  |
| al-Khilaiwi 40’ | Marcatori |  |

| Arbitro: | McLeod |

|                                                   |           |                        |
| Romário 41’ (rig.) Denílson 61’ Júnior Baiano 66’ | Marcatori | 51’ Blanco 90’ Ramírez |

#### Girone B

##### Classifica
| Pos. | Squadra             | Pt | G | V | N | P | GF | GS | DR |
| ---- | ------------------- | -- | - | - | - | - | -- | -- | -- |
| 1.   | Uruguay             | 9  | 3 | 3 | 0 | 0 | 8  | 4  | +4 |
| 2.   | Rep. Ceca           | 4  | 3 | 1 | 1 | 1 | 9  | 5  | +4 |
| 3.   | Emirati Arabi Uniti | 3  | 3 | 1 | 0 | 2 | 2  | 8  | -6 |
| 4.   | Sudafrica           | 1  | 3 | 0 | 1 | 2 | 5  | 7  | -2 |

##### Risultati
| Arbitro: | Ramdhan |

|  |           |                          |
|  | Marcatori | 45’ Oliveira 90’ Pacheco |

| Arbitro: | Castrilli |

|                            |           |                 |
| Augustine 39’ Mkhalele 86’ | Marcatori | 19’, 40’ Šmicer |

| Arbitro: | Ortubé |

|            |           |  |
| Mubarak 5’ | Marcatori |  |

| Arbitro: | Mane |

|           |           |                          |
| Siegl 89’ | Marcatori | 26’ Olivera 88’ Zalayeta |

| Arbitro: | Ortubé |

|                |           |                                                           |
| al-Talyani 78’ | Marcatori | 11’ (aut.) Al-Zahiri 22’, 31’ Nedvěd 42’, 68’, 71’ Šmicer |

| Arbitro: | Ramdhan |

|                                              |           |                                     |
| Darío Silva 12’, 66’ Recoba 42’ Callejas 90’ | Marcatori | 11’ Radebe 69’ Mkhalele 77’ Ndlanya |

### Fase ad eliminazione diretta

#### Tabellone
|  | Semifinali    | Semifinali    | Semifinali |           |         | Finale          | Finale          | Finale          |  |
|  |               |               |            |           |         |                 |                 |                 |  |
|  | 1A. Brasile   | 1A. Brasile   | 2          |           |         |                 |                 |                 |  |
|  | 1A. Brasile   | 1A. Brasile   | 2          |           |         |                 |                 |                 |  |
|  | 2B. Rep. Ceca | 2B. Rep. Ceca | 0          |           |         |                 |                 |                 |  |
|  | 2B. Rep. Ceca | 2B. Rep. Ceca | 0          |           | Brasile | Brasile         | 6               |                 |  |
|  |               |               |            |           | Brasile | Brasile         | 6               |                 |  |
|  |               |               | Australia  | Australia | 0       |                 |                 |                 |  |
|  | 1B. Uruguay   | 1B. Uruguay   | Australia  | Australia | 0       | 0               |                 |                 |  |
|  | 1B. Uruguay   | 1B. Uruguay   |            |           |         | 0               |                 |                 |  |
|  | 2A. Australia | 2A. Australia | 1          |           |         | Finale 3º posto | Finale 3º posto | Finale 3º posto |  |
|  | 2A. Australia | 2A. Australia | 1          |           |         |                 |                 |                 |  |
|  |               |               |            |           |         |                 |                 |                 |  |
|  |               |               |            |           |         | Rep. Ceca       | Rep. Ceca       | 1               |  |
|  |               |               |            |           |         | Rep. Ceca       | Rep. Ceca       | 1               |  |
|  |               |               |            |           |         | Uruguay         | Uruguay         | 0               |  |

#### Semifinali
| Arbitro: | Bouchardeau |

|                         |           |  |
| Romário 54’ Ronaldo 83’ | Marcatori |  |

| Arbitro: | Levnikov |

|  |           |                 |
|  | Marcatori | 92’ (gg) Kewell |

#### Finale per il 3º posto
| Arbitro: | Bouchardeau |

|            |           |  |
| Lasota 63’ | Marcatori |  |

#### Finale per il 1º posto
| Arbitro: | Un-prasert |

|                                                    |           |  |
| Ronaldo 15’, 27’, 59’ (rig.) Romário 38’, 53’, 75’ | Marcatori |  |

## Classifica marcatori
7 reti
- Romário

5 reti
- Vladimír Šmicer

4 reti
- Ronaldo

3 reti
- Cuauhtémoc Blanco

2 reti
- Francisco Palencia
- Pavel Nedvěd
- Helman Mkhalele
- Darío Silva
- Nicolás Olivera

1 rete
- Mohammed Al-Khilaiwi
- John Aloisi
- Harry Kewell
- Damian Mori
- Mark Viduka
- César Sampaio
- Denílson
- Júnior Baiano
- Adnan Al-Talyani
- Hassan Mubarak
- Luis Hernández
- Braulio Luna
- Ramón Ramírez
- Edvard Lasota
- Horst Siegl
- Brendan Augustine
- Pollen Ndlanya
- Lucas Radebe
- Christian Callejas
- Antonio Pacheco
- Álvaro Recoba
- Marcelo Zalayeta

Autoreti
- Mohamed Obaid (1, pro Rep. Ceca)

## Premi
| Scarpa d'Oro: | Pallone d'Oro: | Premio Fair Play: |
| ------------- | -------------- | ----------------- |
| Romário       | Denílson       | Sudafrica         |

| Pallone d'Argento: | Pallone di Bronzo: |
| ------------------ | ------------------ |
| Romário            | Vladimír Šmicer    |
| Scarpa d'Argento:  | Scarpa di Bronzo:  |
| Vladimír Šmicer    | Ronaldo            |